# 科爾曼斯湖 (喬治亞州)
科爾曼斯湖（英語：Colemans Lake）是位於美國喬治亞州伊曼紐爾縣的一個非建制地區。該地的面積和人口皆未知。

## 地理
科爾曼斯湖的座標為32°49′16″N 82°16′30″W / 32.82111°N 82.27500°W，而該地的平均海拔高度為57米（即187英尺）。